# Farmacia portatile

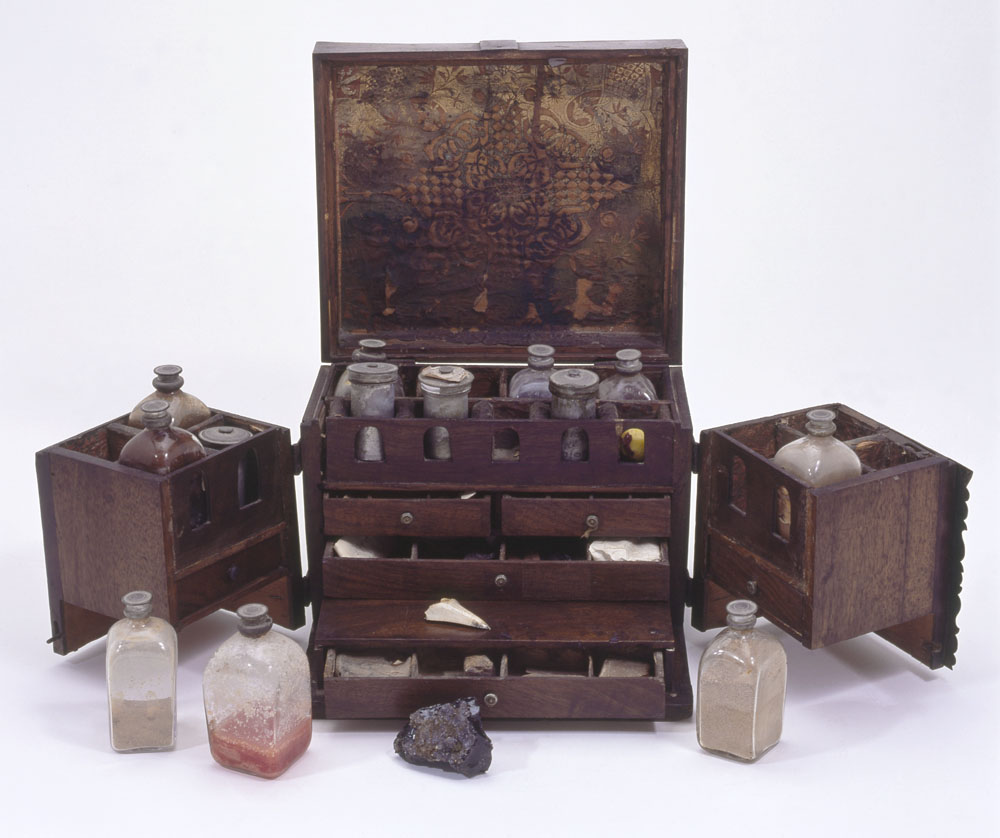
Farmacia portatile conservata al Museo Galileo, Firenze.

La farmacia portatile nacque nel Rinascimento dalla necessità del medico di avere con sé almeno il minimo indispensabile per un soccorso d'urgenza.
Tra il XVI e il XVII secolo con l'incremento delle scoperte geografiche, dell'espansione dei confini politici, commerciali e culturali, i viaggiatori sentirono l'esigenza di portare con sé delle piccole cassette farmaceutiche, provviste di quasi tutto l'occorrente necessario per curarsi durante i lunghi viaggi. Erano solitamente costituite da una cassetta in legno suddivisa in vari scomparti nei quali erano alloggiati pochi strumenti chirurgici e l'occorrente per una terapia farmacologica.
La loro diffusione tenderà ad aumentare nel secolo successivo, in quanto divennero sempre più accessibili, e il loro uso venne facilitato dalla presenza di "libretti di istruzione". Dal XIX secolo in poi l'uso delle cassette mediche diminuì notevolmente, fino a sparire completamente nella seconda metà del secolo.